# Salle Jean-Dauguet
La Salle Jean Dauguet de Bordeaux est  un ancien foyer sportif construit dans les années 1950, selon les plans de l'architecte Jacques Carlu, dans la cité de La Benauge, au sein du quartier de La Bastide.

## Histoire
Réaménagée et mise en service en 2000, elle est utilisée de façon majeure pour les événements sportifs. La salle a une capacité de 2 300 places.
C'est la salle des Girondins de Bordeaux Bastide HBC. L'Union Bègles Bordeaux-Mios Biganos y a remporté la finale de la Coupe Challenge 2015.
Un nu sculpté intitulé "L'Athlète" - œuvre du bordelais Gabriel-Noël Rispal (1892-1970) - se trouve sur le parvis de cette salle.

## Équipements
- 1 salle de sports collectifs de 40m par 20m, 2 300 places assises en gradins
- 1 salle de Musculation
- 1 salle de Gymnastique d'entretien
- 1 salle d'Arts martiaux